# Autoroute A1 (Bosnie-Herzégovine)
Pour les articles homonymes, voir Autoroute A1.
L'autoroute A1 (en bosnien : Autocesta A1, en serbe : Аутопут A1) est une autoroute  en Bosnie-Herzégovine qui s'étend de Donji Svilaj jusqu'à Zvirići.

## Tracé
L'autoroute A1 dont la construction a commencé en 2001,  fait partie de la route européenne 73.
Avec les autoroutes croates A10 et A5 et la M6 hongroise, elle fournira une liaison routière moderne et rapide de Budapest à Ploče, un port maritime sur la mer Adriatique. 
L'autoroute reliera la capitale Sarajevo à d'autres grandes villes, telles que Mostar et Zenica. Ce sera également la principale liaison vers la Bosnie-Herzégovine depuis la mer Adriatique et l'Europe centrale.
L'autoroute passe près des villes suivantes :
| Odžak     |  | Modriča  |  | Doboj      |
| Tešanj    |  | Maglaj   |  | Zavidovići |
| Žepče     |  | Zenica   |  | Kakanj     |
| Visoko    |  | Sarajevo |  | Konjic     |
| Jablanica |  | Mostar   |  | Čapljina   |